# Lucien Arnaud
Pour les articles homonymes, voir Arnaud.
Lucien Arnaud est un acteur français, né le 26 août 1897 à Toulon et mort le 11 décembre 1975 à Créteil.

## Biographie
Il a été l'un des membres fondateurs de la troupe de l'Atelier en 1921, aux côtés de Charles Dullin et de son épouse Marcelle Jeanniot. Il y restera jusqu'à la mort de son maître en 1949, devenant son bras droit et le responsable de l'École de l'Atelier au Théâtre-Montmartre, à présent dit « de l'Atelier ».
Il y accueillera des élèves aussi prometteurs que Jean-Louis Barrault, Jean Vilar, Jany Holt, Madeleine Robinson, Jean Marais, Agnès Capri, Alain Cuny, Jacques Dufilho ou encore Serge Reggiani.

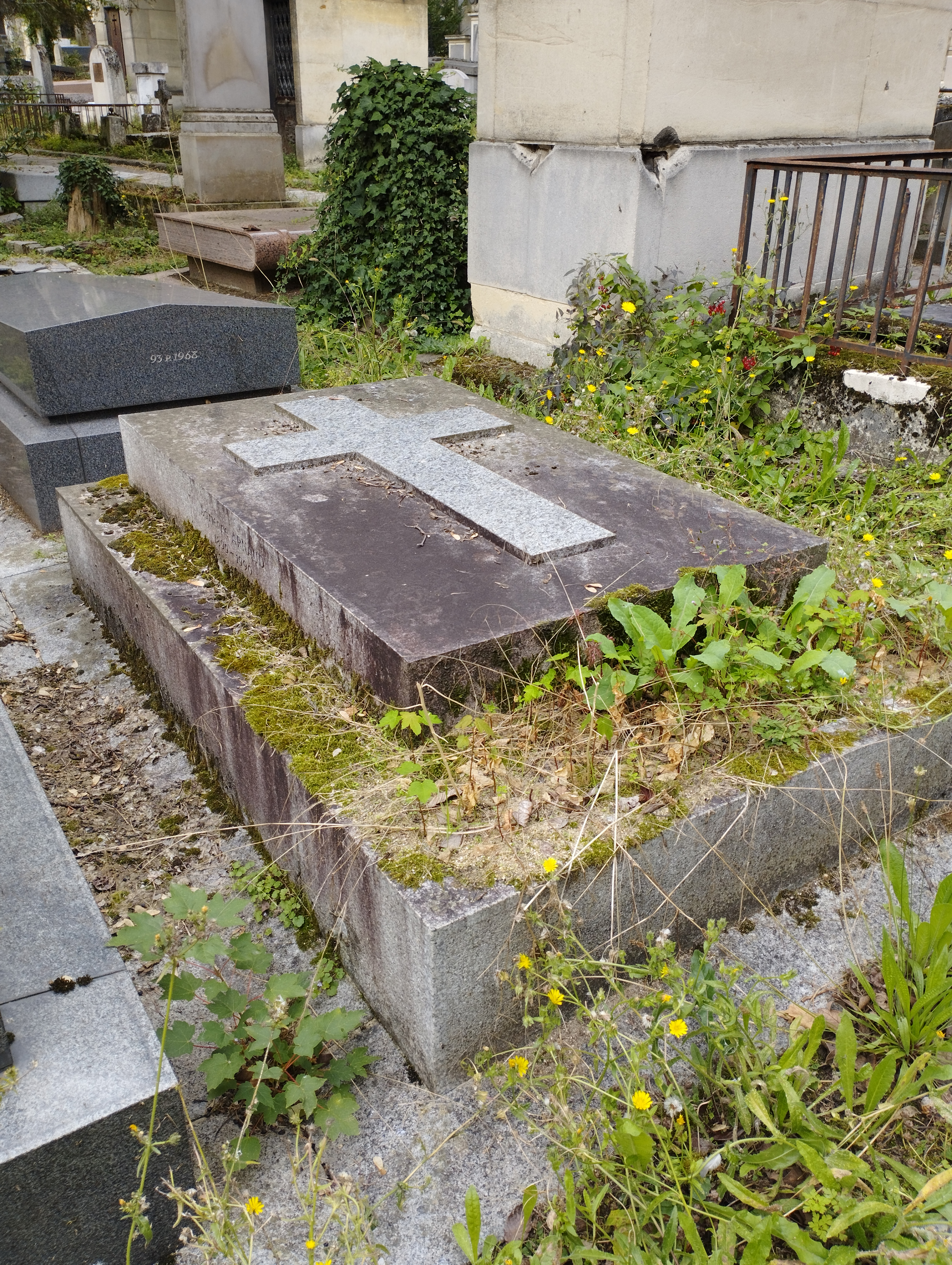
Tombe de Lucien Arnaud au cimetière du Père-Lachaise (division 9).

Il participera pendant ces presque quatre décennies au mouvement de réforme théâtrale enclenché dans l'esprit de Copeau et du Vieux-Colombier, puis dans le cadre du Cartel rassemblant Charles Dullin, Georges Pitoëff, Louis Jouvet et Gaston Baty.
Après la mort de Dullin, il écrira sa biographie et l'histoire de son théâtre.
Il termine sa carrière dans la troupe de Jean Vilar au TNP, à la grande époque d'Avignon avec Gérard Philipe, Maria Casarès et Philippe Noiret, entre autres partenaires.
Il est inhumé au cimetière du Père-Lachaise (9e division).

## Filmographie

### Cinéma
- 1921 : La Vivante épingle de Jacques Robert
- 1922 : Le Fils du Flibustier de Louis Feuillade : Corentin
- 1928 : Maldone de Jean Grémillon : le voyageur
- 1932 : La Petite Chocolatière de Marc Allégret : Pinglet
- 1935 : Paris mes amours d'Alphonse-Lucien Blondeau
- 1935 : Crime d'amour de Roger Capellani (court métrage)
- 1946 : Antoine et Antoinette de Jacques Becker
- 1948 : Le Cavalier de Croix-Mort de Lucien Ganier-Raymond
- 1950 : Trois Télégrammes d'Henri Decoin
- 1952 : Monsieur Taxi d'André Hunebelle
- 1952 : Le Dialogue des carmélites de Raymond-Léopold Bruckberger et Philippe Agostini

### Télévision
- 1961 : Loin de Rueil de Claude Barma : Théodore L'Aumône
- 1962 : L'Avare de Robert Valey : Théodore L'Aumône

## Théâtre
- 1922 : La Volupté de l'honneur de Luigi Pirandello, mise en scène Charles Dullin, théâtre Montmartre
- 1923 : Celui qui vivait sa mort de Marcel Achard, mise en scène Charles Dullin, théâtre de l'Atelier
- 1923 : Voulez-vous jouer avec moâ ? de Marcel Achard, mise en scène Charles Dullin, théâtre de l'Atelier
- 1924 : Un imbécile de Luigi Pirandello, adaptation Benjamin Crémieux, mise en scène Charles Dullin, théâtre de l'Atelier
- 1924 : Chacun sa vérité de Luigi Pirandello, adaptation Benjamin Crémieux, mise en scène Charles Dullin, théâtre de l'Atelier
- 1925 : La Femme silencieuse de Ben Jonson, adaptation Marcel Achard, mise en scène Charles Dullin, théâtre de l'Atelier
- 1926 : Je ne vous aime pas de Marcel Achard, mise en scène Charles Dullin, théâtre de l'Atelier
- 1926 : La Comédie du bonheur de Nicolas Evreïnoff, mise en scène Charles Dullin, théâtre de l'Atelier
- 1927 : Le Joueur d'échecs d'Henry Dupuy-Mazuel, adaptation Marcel Achard, mise en scène Charles Dullin, théâtre de l'Atelier
- 1930 : Musse ou l'École de l'hypocrisie de Jules Romains, mise en scène Charles Dullin, Théâtre de l'Atelier
- 1931 : La Quadrature du cercle de Valentin Kataïev, adaptation Edmond Huntzbüchler, mise en scène François Vibert, Théâtre de l'Atelier
- 1937 : Atlas Hôtel d'Armand Salacrou, mise en scène Charles Dullin, Théâtre de l'Atelier
- 1937 : Jules César de William Shakespeare, adaptation Simone Jollivet, mise en scène Charles Dullin, théâtre de l'Atelier
- 1943 : Les Mouches de Jean-Paul Sartre, mise en scène Charles Dullin, théâtre de la Cité
- 1944 : Maurin des Maures d'André Dumas, mise en scène Charles Dullin, théâtre de la Cité : Pastouré
- 1945 : Le Soldat et la Sorcière d'Armand Salacrou, mise en scène Charles Dullin, théâtre de la Cité
- 1947 : La terre est ronde d'Armand Salacrou, mise en scène Charles Dullin, théâtre de l'Atelier
- 1947 : L'An mil de Jules Romains, mise en scène Charles Dullin, théâtre de la Cité
- 1951 : Le Prince de Hombourg de Heinrich von Kleist, mise en scène Jean Vilar, Cour d'Honneur du Palais des Papes d'Avignon
- 1951 : La Calandria de Bernardo Dovizi da Bibbiena, mise en scène René Dupuy, Cour d'Honneur du Palais des Papes d'Avignon
- 1951 : Mère Courage de Bertolt Brecht, mise en scène Jean Vilar, théâtre de la Cité Jardins de Suresnes
- 1952 : La Valse des toréadors de Jean Anouilh, mise en scène de l'auteur et de Roland Piétri, Comédie des Champs-Élysées
- 1952 : Nucléa de Henri Pichette, mise en scène Gérard Philipe et Jean Vilar, Théâtre national populaire
- 1952 : Lorenzaccio d'Alfred de Musset, mise en scène Gérard Philipe, cour d'honneur du palais des Papes d'Avignon
- 1953 : La Mort de Danton de Georg Büchner, mise en scène Jean Vilar, Cour d'Honneur du Palais des Papes d'Avignon
- 1954 : Ruy Blas de Victor Hugo, mise en scène Jean Vilar, Théâtre national populaire
- 1954 : Macbeth de William Shakespeare, mise en scène Jean Vilar, Cour d'Honneur du Palais des Papes d'Avignon
- 1955 : La Ville de Paul Claudel, mise en scène Jean Vilar, Théâtre national populaire
- 1955 : Marie Tudor de Victor Hugo, mise en scène Jean Vilar, Cour d'Honneur du Palais des Papes d'Avignon
- 1956 : Macbeth de William Shakespeare, mise en scène Jean Vilar, Cour d'Honneur du Palais des Papes d'Avignon
- 1956 : L'Avare de Molière, mise en scène Jean Vilar, Théâtre national populaire
- 1956 : Ce fou de Platonov d'Anton Tchekhov, mise en scène Jean Vilar, Théâtre national populaire
- 1956 : Le Mariage de Figaro de Beaumarchais, mise en scène Jean Vilar, Cour d'Honneur du Palais des Papes d'Avignon
- 1957 : Le Faiseur d'Honoré de Balzac, mise en scène Jean Vilar, palais de Chaillot
- 1957 : Henri IV de Luigi Pirandello, mise en scène Jean Vilar, Cour d'Honneur du Palais des Papes d'Avignon
- 1958 : Ubu d'Alfred Jarry, mise en scène Jean Vilar, Palais de Chaillot
- 1958 : L'École des femmes de Molière, mise en scène Georges Wilson, Théâtre Montansier
- 1958 : Le Carrosse du Saint-Sacrement de Prosper Mérimée, mise en scène Jean Vilar, Grand Théâtre de Bordeaux
- 1958 : Les Caprices de Marianne d'Alfred de Musset, mise en scène Gérard Philipe, Cour d'Honneur du Palais des Papes d'Avignon
- 1959 : La Fête du cordonnier de Thomas Dekker, adaptation Michel Vinaver, mise en scène Georges Wilson, Palais de Chaillot
- 1959 : Le Songe d'une nuit d'été de William Shakespeare, mise en scène Jean Vilar, Cour d'Honneur du Palais des Papes d'Avignon
- 1959 : Les Précieuses ridicules de Molière, adaptation Michel Vinaver, mise en scène Yves Gasc, Palais de Chaillot
- 1960 : Erik XIV d'August Strindberg, mise en scène Jean Vilar, Palais de Chaillot
- 1960 : Turcaret d'Alain-René Lesage, mise en scène Jean Vilar, Grand Théâtre de Bordeaux
- 1960 : La Résistible Ascension d'Arturo Ui de Bertolt Brecht, mise en scène Jean Vilar, Théâtre national populaire
- 1961 : Loin de Rueil de Raymond Queneau, adaptation Maurice Jarre et Roger Pillaudin, mise en scène Maurice Jarre et Jean Vilar, Palais de Chaillot
- 1961 : L'Alcade de Zalamea de Pedro Calderón de la Barca, mise en scène Georges Riquier et Jean Vilar, Cour d'Honneur du Palais des Papes d'Avignon
- 1961 : Les Rustres de Carlo Goldoni, mise en scène Roger Mollien et Jean Vilar, Cour d'Honneur du Palais des Papes d'Avignon
- 1961 : La Paix d'Aristophane, adaptation et mise en scène  Jean Vilar, Palais de Chaillot
- 1962 : La guerre de Troie n'aura pas lieu de Jean Giraudoux, mise en scène Jean Vilar, Cour d'Honneur du Palais des Papes d'Avignon
- 1963 : La Vie de Galilée de Bertolt Brecht, mise en scène Jean Vilar, Théâtre national populaire
- 1963 : Lumières de bohème de Ramón María del Valle-Inclán, mise en scène Georges Wilson, Palais de Chaillot
- 1963 : Les Enfants du soleil de Maxime Gorki, mise en scène Georges Wilson, Palais de Chaillot : Le Docteur
- 1964 : Zoo ou l'Assassin philanthrope de Vercors, mise en scène Jean Deschamps, Théâtre national populaire
- 1964 : Romulus le Grand de Friedrich Dürrenmatt, mise en scène Georges Wilson, Palais de Chaillot
- 1964 : Luther de John Osborne, mise en scène Georges Wilson, Cour d'Honneur du Palais des Papes d'Avignon
- 1964 : Maître Puntila et son valet Matti de Bertolt Brecht, mise en scène Georges Wilson, Palais de Chaillot
- 1965 : Hamlet de William Shakespeare, mise en scène Georges Wilson, Palais de Chaillot
- 1966 : Dieu, empereur et paysan de Julius Hay, mise en scène Georges Wilson, Cour d'Honneur du Palais des Papes d'Avignon